# Polo aquático nos Jogos Pan-Americanos de 2019
Os torneios de Polo aquático nosJogos Pan-Americanos de 2019 em Lima, Peru, foram realizados de 28 de julho a 10 de agosto. A sede da competição é a piscina de Polo aquático, localizada no cluster de Villa María del Triunfo. Um total de oito equipes masculinas e oito equipes femininas (cada uma com até 11 atletas) competiram em cada torneio. Isto significa que um total 176 atletas estão competiram nos jogos. 
O tamanho das equipes foi reduzido de 13 para 11, em linha com a decisão tomada pela FINA (Federação Internacional de Natação) para os Jogos Olímpicos de Verão de 2020.
O melhor classificado de cada torneio ainda sem vaga nos Jogos Olímpicos de verão de 2020 se classificaram para o referido torneio.

## Calendário
| Julho / Agosto | 24 | 25 | 26 | 27 | 28 | 29 | 30 | 31 | 1 | 2 | 3 | 4 | 5 | 6 | 7 | 8 | 9 | 10 | 11 |
| -------------- | -- | -- | -- | -- | -- | -- | -- | -- | - | - | - | - | - | - | - | - | - | -- | -- |
| Polo aquático  |    |    |    |    |    |    |    |    |   |   |   |   |   |   |   |   |   | 2  |    |

|  | Dia de competição |  | Dia de final |

## Medalhistas
| Evento             | Ouro | Prata | Bronze |
| ------------------ | --- | --- | --- |
| Masculino detalhes | Alex Wolf Johnny Hooper Marko Vavic Alex Obert Ben Hallock Luca Cupido Hannes Daube Max Irving Alex Bowen Chancellor Ramirez Jesse Smith USA Estados Unidos                                              | Milan Radenovic Gaelan Patterson Jeremie Blanchard Nicolas Constantin-Bicari Matthew Halajian Georgios Torakis Jérémie Côté Mark Spooner Aleksa Gardijan Aria Soleimanipak Reuel D'Souza CAN Canadá | Slobodan Soro Logan Cabral Pedro Real Gustavo Coutinho Roberto Freitas Guilherme Almeida Rafael Real Luis Silva Bernardo Rocha Rudá Franco Gustavo Guimarães BRA Brasil                  |
| Feminino detalhes  | Ashleigh Johnson Madeline Musselman Melissa Seidemann Paige Hauschild Stephania Haralabidis Margaret Steffens Jamie Neushul Kiley Neushul Aria Fischer Alys Williams Makenzie Fischer USA Estados Unidos | Jessica Gaudreault Krystina Alogbo Axelle Crevier Emma Wright Monika Eggens Kelly McKee Joëlle Békhazi Shae Fournier Hayley McKelvey Kyra Christmas Kindred Paul CAN Canadá                         | Victória Chamorro Diana Abla Ana Alice Amaral Gabriela Dias Mariana Duarte Ana Beatriz Dias Samantha Ferreira Ana Julia Amaral Letícia Belorio Viviane Bahia Mirella Coutinho BRA Brasil |

## Participação
Um total de nove delegações classificaram equipes para as competições de Polo Aquático. Os números em parênteses representam o número de participantes classificados. 
| - CAN Canadá (22) - CUB Cuba (22) - MEX México (22) - BRA Brasil (22) - ARG Argentina (11) | - PER Peru (22) - PUR Porto Rico (22) - USA Estados Unidos (22) - VEN Venezuela (11) |

## Classificação
Um total de oito equipes masculinas e oito equipes femininas se classificaram para competir nos jogos em cada torneio. O país-sede (Peru) recebeu classificação automática para ambos os torneios, junto com outras sete equipes em cada torneio de acordo com vários critérios de classificação. Canadá e Estados Unidos foram classificados automaticamente, junto com os três primeiros dos Jogos Centro-Americanos e do Caribe de 2018 e com os dois primeiros do Campeonato Sul-Americano de 2018.

### Masculino
| Evento                                              | Datas                         | Local        | Vagas | Classificados                      |
| --------------------------------------------------- | ----------------------------- | ------------ | ----- | ---------------------------------- |
| País-sede                                           | —                             | —            | 1     | PER Peru                           |
| Classificação automática                            | —                             | —            | 2     | CAN Canadá USA Estados Unidos      |
| Jogos Centro-Americanos e do Caribe de 2018 (CCCAN) | 26 de julho - 2 de agosto     | Barranquilha | 3     | CUB Cuba PUR Porto Rico MEX México |
| Campeonato Sul-Americano de 2018 (CONSANAT)         | 31 de outubro – 4 de novembro | Lima         | 2     | BRA Brasil ARG Argentina           |
| Total                                               |                               |              | 8     |                                    |

### Feminino
| Evento                                              | Datas                         | Local        | Vagas | Classificados                      |
| --------------------------------------------------- | ----------------------------- | ------------ | ----- | ---------------------------------- |
| País-sede                                           | —                             | —            | 1     | PER Peru                           |
| Classificação automática                            | —                             | —            | 2     | CAN Canadá USA Estados Unidos      |
| Jogos Centro-Americanos e do Caribe de 2018 (CCCAN) | 26 de julho – 2 de agosto     | Barranquilha | 3     | CUB Cuba PUR Porto Rico MEX México |
| Campeonato Sul-Americano de 2018 (CONSANAT)         | 31 de outubro – 4 de novembro | Lima         | 2     | BRA Brasil VEN Venezuela           |
| Total                                               |                               |              | 8     |                                    |

## Quadro de medalhas
| Ordem | País               | Medalha de ouro | Medalha de prata | Medalha de bronze |   |
| ----- | ------------------ | --------------- | ---------------- | ----------------- | - |
| 1     | USA Estados Unidos | 2               |                  |                   | 2 |
| 2     | CAN Canadá         |                 | 2                |                   | 2 |
| 3     | BRA Brasil         |                 |                  | 2                 | 2 |
| TOTAL | TOTAL              | 2               | 2                | 2                 | 6 |